# 後撰和歌集

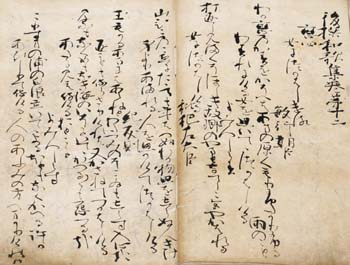
後撰和歌集原稿片段

《後撰和歌集》，是一本由日本村上天皇下令編纂的和歌集，也是第二本敕撰和歌集。其體裁模仿古今和歌集，分成春（上、中、下）、夏、秋（上、中、下）、冬、戀（共六卷）、雜（共四巻）、離跌、賀歌共計二十卷。總共收錄了1425首和歌。
無序文，詳細成立時間不明。以其題詞不甚精簡，採物語風，部立配列紛乱，歌曲多有重出等故、自古以來有後撰和歌集「稿本」之説。或云天德4年內裏火災，奏覧本燒亡，唯稿本流世。

## 外部連結
- Japanese Text 後撰和歌集 （页面存档备份，存于）
- 後撰和歌集 （页面存档备份，存于）